# Trindade og Martim Vaz
20°31′29″S 29°19′29″V / 20.52472°S 29.32472°V
Trindade og Martim Vaz øgruppen (på portugisisk: Arquipélago de Trindade e Martim Vaz) er en brasiliansk øgruppe i Atlanterhavet.
Øerne befinder sig ca. 1.200 km øst for Vitória.
Øgruppen har et samlet areal på 10,4 km2 og en befolkning på 32 personer (personel fra den brasilianske flåde). Øgruppen består af 6 øer, hvor Trindade er den største med et areal på 10,1 km2 og Martim Vaz den næststørste med et areal på 0,3 km2.